# Adam Baldridge
Adam Baldridge (dont l’année de naissance n’est pas connue), mort dans la soixantaine en 1697, est un pirate anglais.
Il est l'un des premiers fondateurs des colonies de pirates de Madagascar.

## Biographie
Après avoir fui la Jamaïque pour échapper à des accusations de meurtre, Baldridge s'embarque pour Madagascar et, en 1690, y établit une base d'opérations sur l'île Sainte-Marie. L'année suivante, il contrôle la voie navigable intérieure menant à Sainte-Marie, établissant une forteresse virtuelle surplombant le port de l'île et protégeant les entrepôts des colonies. Après avoir maîtrisé les tribus locales, les chefs indigènes sont obligés de le payer pour qu'il serve de médiateur entre les tribus en guerre.
La colonie de Baldridge devient un refuge populaire parmi les pirates de la Méditerranée, Baldridge fournissant des pirates en échange de frais élevés. Les approvisionnements commerciaux de Baldridge proviennent du marchand new-yorkais Frederick Philipse (en), qui affrète un certain nombre de navires sous les capitaines John Thurber (en) ou Thomas Mostyn, Baldridge donnant des esclaves en retour.
Parmi ses clients se trouve Thomas Tew, qui lui rend visite une fois en 1693, et dont le navire, l'Amity, revient en 1695 après que Tew a été tué en attaquant avec Henry Every le navire maure Gunsway (en). Baldridge venait alors de commercer avec le navire marchand Charming Mary en août 1695, et quelques mois plus tard seulement, il équipe l'Amity, avec les restes de l'équipage de Tew, qui part traquer le même Charming Mary qui vient juste de partir.
Baldridge vit une vie luxueuse et extravagante sur l'île, qui comprend son propre harem de femmes insulaires, jusqu'en 1697, date à laquelle il est contraint de fuir vers les colonies américaines après que les tribus locales ont découvert qu'il a vendu un groupe d'indigènes comme esclaves. Un certain nombre de pirates sont tués lors du soulèvement qui suit, notamment John Hoar, Robert Glover et le reste de l'équipage de Thomas Wake, qui avait navigué avec Tew et Every. Baldridge lui-même blâme les pirates pour l'hostilité des indigènes : « Les hommes mentionnés ci-dessus qui ont été tués par les indigènes étaient pour la plupart des corsaires qui avaient été dans la mer Rouge et y avaient emmené plusieurs navires, ils étaient principalement à l'origine du soulèvement des indigènes, en maltraitant les indigènes et en leur prenant leur bétail ».
Cependant, selon William Kidd : « Baldridge fut à l'origine de cette insurrection des indigènes et de la mort des pirates, ayant attiré un grand nombre d'indigènes de Sainte-Marie, hommes, femmes et enfants, à bord d'un navire ou des navires. il les transportait et les vendait comme esclaves à une île française appelée Mascarine ou Mascaron. Les indigènes de l'île se vengent ainsi de ces pirates en leur coupant la gorge ».
Un autre commerçant ex-pirate nommé Edward Welch prend le relais. Mais, la colonie et les fortifications abandonnées par Baldridge ont moins de succès. Quelques années plus tard, l'ex-pirate néerlandais John Pro (en) retourne à Sainte-Marie et y dirige une colonie, faisant du commerce avec des pirates et des esclavagistes jusqu'à sa mort en 1719.
À son arrivée à New York, Baldridge présente au gouverneur Bellomont un projet visant à établir une colonie anglaise à l'île Sainte-Marie. Bellomont et ses partisans restent sceptiques, étant donné les antécédents de Baldridge, et Bellomont déplore qu'il manque de ressources judiciaires et de fonctionnaires honnêtes pour le persécuter. En 1699, Bellomont expulse Philipse du conseil et supprime ses activités de commerce de pirates. Baldridge épouse plus tard la femme d'un ancien pirate, bien que Bellomont ait noté que sa licence de mariage avait été obtenue illégalement par l'intermédiaire d'un aumônier corrompu et que la femme était techniquement toujours mariée. Finalement, Baldridge devient un marchand légitime et meurt vers ses 60 ans. Une autre source affirme qu'après son retour à New York, Baldridge a convaincu Bellomont de lui accorder la permission de naviguer en tant que commerçant vers Antigua mais qu'il s'agissait d'une ruse, et que dès qu'il a navigué, il s'est tourné vers le nord jusqu'à Terre-Neuve et se serait alors lancé dans la piraterie en pillant les flottes de pêche,.